# Maruv
Maruv (accreditata anche come Shlakoblochina o Sharlotta Ututu), pseudonimo di Hanna Borysivna Korsun, nata Popeljuch (in ucraino Ганна Борисівна Корсун?; Pavlohrad, 15 febbraio 1991), è una cantante, compositrice e produttrice discografica ucraina.
Nel 2019, ha vinto la selezione nazionale per rappresentare l'Ucraina all'Eurovision Song Contest 2019 con il brano Siren Song, ma a causa di alcune incongruenze tra l'artista e l'emittente radiotelevisiva ucraina UA:PBC, si è ritirata dall'incarico.

## Biografia

### 2014-2016: Gli inizi e The Pringlez
Nata nella città di Pavlohrad, a partire dagli anni di scuola, Hanna ha iniziato a studiare canto e danza. Nel 2014, si è diplomata al Politecnico di Charkiv, completamente fuori dalla sua carriera musicale. Nonostante ciò, Hanna ha preso parte al concorso The Voice of the Country - Reboot, tenutosi in Ucraina. Hanna e suo marito, il manager Oleksandr Korsun, hanno fondato il gruppo The Pringlez, con cui ha iniziato ad esibirsi in giro per il paese.
Nel 2015, il gruppo ha rappresentato l'Ucraina al New Wave, e hanno preso parte a Vidbir 2016, il processo di selezione ucraino per l'Eurovision Song Contest con il brano Easy Love, senza però raggiungere la serata finale.

### 2017: Transizione a Maruv e il primo album
Nel 2017, il gruppo decide di adottare la denominazione di Maruv, oltre al cambio di nome c'è stato anche il cambio di genere musicale. Infatti, il gruppo abbandona il pop rock per concentrarsi su uno stile più moderno e ricercato.
Nel maggio dello stesso anno, il gruppo pubblica il loro album di debutto Stories, con tracce in lingua inglese, russa e ucraina.

### 2017-2018: Maruv & Boosin eBlack Water
Nel 2017, Hanna ha conosciuto il chitarrista e disc jockey Mychajlo Busin, noto con lo pseudonimo Boosin. Insieme, Hanna e Busin hanno fondato l'etichetta discografica Zori Sound. Dopo un paio di collaborazioni, i due hanno continuato a lavorare fondando il progetto musicale Maruv & Boosin. Il primo singolo del duo è stato Spini, seguito da Drunk Groove che ottenne un successo nazionale, raggiungendo anche le classifiche internazionali.
Nel 2018, grazie al successo di Drunk Groove, il duo si è esibito rispettivamente al Premija Muz-TV 2018 e alla cerimonia d'apertura del campionato mondiale di calcio a Mosca. Il 30 luglio, pubblicano il singolo Focus on Me, diventando il secondo estratto del loro album Black Water, pubblicato nel settembre 2018.

### 2019-presente: Vidbir 2019 e l'Eurovision Song Contest
A seguito del ritiro di Tayanna, Maruv viene selezionata per Vidbir 2019, processo di selezione nazionale per l'Eurovision Song Contest con il brano Siren Song. Nella serata finale, ha vinto il televoto nella finale, ed è stata posizionata seconda dalla giuria, accumulando abbastanza punti da risultare la vincitrice dell'intera selezione e quindi diventando di diritto la rappresentante ucraina all'Eurovision Song Contest 2019 a Tel Aviv.
Tuttavia dopo la vittoria, è stato rilevato che l'artista si sarebbe esibita in due concerti in Russia nei mesi successivi. Dopo l'intervento militare russo del 2014 in Crimea, le relazioni tra Russia e Ucraina sono deteriorate, il Vice Primo Ministro e Ministro della Cultura V"jačeslav Kyrylenko ha affermato che gli artisti che hanno girato in Russia o che non riconoscono l'integrità territoriale dell'Ucraina non dovrebbero rappresentare il paese ad una manifestazione internazionale come l'Eurovision. Il 24 febbraio 2019, il canale televisivo UA:PBC, ha offerto all'artista un contratto con una clausola che le avrebbe permesso di partecipare alla manifestazione a patto di annullare tutti i concerti in Russia. In caso di rifiuto il canale ucraino avrebbe potuto decidere un nuovo rappresentante tramite propri criteri.
In seguito al rifiuto della cantante di firmare il contratto, l'emittente ha cercato di selezionare internamente un altro rappresentante, ma non tra i primi classificati della finale del Vidbir, che si sono a loro volta rifiutati di sostituire Maruv. Successivamente al rifiuto delle Freedom Jazz e dei Kazka, rispettivamente secondi e terzi della selezione, di rappresentare la nazione, viene comunicato il ritiro dell'Ucraina all'Eurovision Song Contest 2019.

## Discografia
- 2018 – Black Water
- 2021 – No Name